# Robert F. Kennedy
Robert Francis Kennedy (Brookline, 20 de novembro de 1925 – Los Angeles, 6 de junho de 1968), apelidado de Bobby e também RFK, foi procurador-geral dos Estados Unidos de 1961 até 1964 tendo sido um dos primeiros a combater a Máfia, e Senador por Nova Iorque de 1965 até seu assassinato em junho de 1968.
Ele foi um dos dois irmãos mais novos do presidente dos Estados Unidos, John F. Kennedy, e também um dos seus mais confiáveis conselheiros, Robert Kennedy acompanhou ativamente com o presidente a crise dos mísseis cubanos e fez uma importante contribuição no movimento pelos direitos civis dos afro-americanos.
Era católico como o irmão. Depois do assassinato de John em novembro de 1963, Kennedy continuou como procurador-geral e trabalhou ainda com o Presidente Lyndon Johnson até setembro de 1964, quando se elegeu senador por Nova Iorque em Novembro daquele mesmo ano. Contra a guerra do Vietnã RFK rompeu com Johnson sobre a escalada militar americana no conflito, entre outras questões.
No início de 1968, Robert Kennedy anunciou a sua campanha para ser nomeado candidato à presidência pelo Partido Democrata. Kennedy vence McCarthy em várias eleições primárias como em Indiana, Nebraska e na Califórnia, que o colocariam como sério candidato a presidência, mas os disparos de Sirhan Sirhan, logo após a vitória na eleição primária da Califórnia cerraram o sonho de Kennedy, que tinha apenas 42 anos, de suceder ao seu irmão.
Ainda em 1968 coube a Bobby anunciar a uma multidão de negros em Indianápolis a morte de Martin Luther King Jr. Bobby recebeu um bilhete no palanque e, lá, anunciou da seguinte forma:
"Tenho uma péssima notícia para dar-lhes. Martin Luther King foi assassinado, assim como meu irmão. E, cabe a nós que ficamos, lutar pela causa pela qual eles sacrificaram suas vidas: a justiça e a igualdade entre os homens."
No dia 5 de junho de 1968, o senador e pai de 10 filhos (sua mulher Ethel estava grávida do 11.º), foi gravemente ferido por dois disparos na cabeça, no Ambassador Hotel em Los Angeles, onde comemorava os resultados das eleições da prévia dos Democratas, dados por Sirhan Bishara Sirhan. Morreu no hospital Bom Samaritano de Los Angeles na manhã do dia seguinte, estando sua esposa Ethel ao seu lado. O Presidente Johnson declarou um dia de luto oficial em resposta ao cortejo público que acompanharam a perda de Kennedy em todo o País. Encontra-se sepultado no Cemitério Nacional de Arlington.